# Trichodiadema ryderae
Trichodiadema ryderae är en isörtsväxtart som beskrevs av L. Bol. Trichodiadema ryderae ingår i släktet Trichodiadema och familjen isörtsväxter. Inga underarter finns listade i Catalogue of Life.